# RBK-500 PTAB-1M
RBK-500 PTAB-1M (ros. РБК-500 ПТАБ-1М) – sowiecka bomba kasetowa przenosząca 268 przeciwczołgowych bomb małego wagomiaru typu PTAB-1M. Bomba jest przenoszona przez samoloty MiG-21, MiG-27, MiG-29, Su-17, Su-24, Su-25 i Su-27. RBK-500 PTAB-1M nadal znajduje się w uzbrojeniu lotnictwa rosyjskiego, ale jest już produkowana mająca ją zastąpić wersja bomby RBK-500U.